# 2233 Kuznetsov
2233 Kuznetsov eller 1972 XE1 är en asteroid i huvudbältet som upptäcktes den 3 december 1972 av den sovjetisk-ryska astronomen Ljudmila Zjuravljova vid Krims astrofysiska observatorium på Krim. Den har fått sitt namn efter underrättelseofficeren, partisanen och krigshjälten Nikolaj Kuznetsov (1911–1944).
Asteroiden har en diameter på ungefär sex kilometer.